# 伊尔库茨克市镇
伊尔库茨克市镇（俄语：Иркутское муниципальное образование）是俄罗斯联邦伊尔库茨克州奎屯区所属的一个市镇。其下辖有7个居民点，行政中心为哈里克。据2016年统计，该市镇的人口为2314人。